# Probujdénie (Saràtov)
|  | Per a altres significats, vegeu «Probujdénie». |

Probujdénie (en rus: Пробуждение) és un poble (un possiólok) de l'óblast de Saràtov, a Rússia, segons el cens del 2010 tenia 3.448 habitants. Pertany al districte municipal d'Engels.